# Timete
Timete (in greco antico: Θυμοίτης?, Thymòitēs), è un personaggio della mitologia greca. Fu il quindicesimo re di Atene.

## Genealogia
Figlio di Ossinte.
Non sono noti nomi di spose o progenie.

## Mitologia
Fratello di Afeida, lo uccise per succedergli al trono e quando anni dopo fu sfidato da Xanto, piuttosto che affrontarlo dichiarò che avrebbe ceduto il regno a chiunque lo avrebbe affrontato al suo posto contro Xanthus, così Melanto si fece avanti e sconfiggendo il nemico ottenne il regno.